# SK Sturm Graz
SK Sturm Graz is een Oostenrijkse voetbalclub uit Graz, een stad in de deelstaat Stiermarken. De club is in 1909 opgericht en het speelt samen met aartsrivaal Grazer AK in de Merkur Arena. De kleuren van de club zijn zwart en wit.
In 2000 wist Sturm zich voor de derde keer via de kwalificatieronden voor de groepsfase van de UEFA Champions League te plaatsen en dit keer zou het de succesvolste keer zijn. Hoewel de club twee keer een 5-0-nederlaag kreeg te verduren, werd Sturm groepswinnaar. In de tweede groepsfase werd de club derde en kregen ze van Valencia CF nog eens een 5-0 om de oren.
Sturm Graz werd drie keer in de historie landskampioen van Oostenrijk, in 2011 was men dat voor het laatst.

## Geschiedenis

### 1909–1948: Amateurvoetbal
De club werd op 1 mei 1909 opgericht als Sturm, waarschijnlijk vernoemd naar het Duitse DBC Sturm Prag, dat vlak daarvoor Graz had bezocht. In maart 1912 werd de oprichting van de club gepromoveerd met de statuten en veranderde Grazer Fußballmannschaft Sturm in Grazer Fußballklub Sturm. In 1913 won Sturm het eerste regionale kampioenschap in de tweede klasse. Tijdens de Eerste Wereldoorlog was Sturm een van de weinige clubs die enkele activiteiten kon blijven spelen. Vanaf maart 1919 ging de club spelen in de Gruabn. Aan het eind van 1919 veranderde de clubnaam Fußballklub Sturm naar Grazer Sportklub Sturm. In het seizoen 1920/21 won Sturm het eerste officiële kampioenschap van Stiermarken met vier overwinningen, tegen Grazer AK en AAS Graz. In 1934 werd het nationale amateurkampioenschap gewonnen.
Na de Anschluss nam Sturm deel aan de Gauliga Ostmark. In 1941 wist de club te promoveren naar het hoogste niveau. In het seizoen 1941/42 trok Sturm zich voortijdig terug, waarna het het volgende seizoen opnieuw mocht deelnemen aan het hoogste niveau. Het volgende seizoen degradeerde de club echter. In 1948 bereikte Sturm Graz de bekerfinale, die het met 2–0 verloor van Austria Wien.

### 1948–1966: Promoties en degradaties
In 1949 was Sturm Graz een van de dertien ploegen die deelnam aan de eerste editie van de Staatsliga, waarin Sturm Graz op de tiende plaats eindigde. In 1954 degradeerde de club naar het tweede niveau. De club promoveerde een jaar later terug naar het hoogste niveau, maar kreeg het financieel moeilijk. In 1958 degradeerde de club wederom. In 1964 wist Sturm Graz weer promotie af te dwingen door de Regionalliga Mitte te winnen. Na een nieuwe promotie en degradatie speelt de club, als enige club buiten Wenen, sinds 1966 onafgebroken op het hoogste niveau.

### 1966–1984: Europees voetbal
In 1970 eindigde Sturm Graz als derde in de nationale competitie, waardoor het mocht uitkomen in de jaarbeursstedenbeker, nadat er in 1969 al in de Mitropacup werd gespeeld. In de eerste ronde werd het Finse Ilves verslagen. In de tweede ronde wist het de thuiswedstrijd van Arsenal FC te winnen, maar werd het in de uitwedstrijd uitgeschakeld. In 1973 eindigde Sturm Graz als veertiende, normaal gesproken goed voor degradatie. Naar aanleiding van het onreglementaire einde van de competitie wegens een uitbraak van mond-en-klauwzeer protesteerde de club met succes tegen de degradatie. Door hervormingen, die de Oostenrijkse competitie verkleinde van zeventien naar tien teams, mocht slechts één club uit Stiermarken zich handhaven. Zodoende vocht Sturm Graz ondanks de uiteindelijke vijfde plaats dat seizoen tegen degradatie.
In 1974 werd Sturm Graz bij zijn eerste deelname aan de UEFA Cup op uitdoelpunten uitgeschakeld door Antwerp. In 1975 speelde Sturm Graz zijn tweede bekerfinale. Deze ging verloren tegen Wacker Innsbruck. Een jaar later bereikte de club de kwartfinales van de Europacup II door Slavia Sofia en Haladás VSE uit te schakelen. Hierin bleek Eintracht Frankfurt met 0–3 te sterk. In 1981 behaalde Sturm Graz onder leiding van trainer Otto Barić het vice-kampioenschap. In het seizoen 1983/84 wist de club drie rondes te overleven in de UEFA Cup. Sturm Graz strandde uiteindelijk in de kwartfinales, na een verlenging tegen Nottingham Forest.

### 1984–2001: verhuizing, eerste prijzen en CL-deelnames
In het begin van de jaren '90 kwam de club in een sportieve en financiële crisis terecht. Onder leiding van Ivica Osim vond Sturm Graz de club de weg omhoog. In het seizoen 1994/95 eindigde de club als tweede, met slechts een slechter doelsaldo dan Austria Salzburg. Een jaar later eindigde Sturm Graz wederom op de tweede plaats in de competitie en werd voor het eerst een prijs in het profvoetbal gewonnen: in de bekerfinale werd DSV Leoben met 1–0 verslagen. In het daaropvolgende seizoen werd de beker geprolongeerd, met ditmaal First Vienna als tegenstander (2–1). Vanaf dat jaar ging Sturm Graz in het Arnold Schwarzenegger-Stadion. De eerste wedstrijd in dat stadion werd met 4–0 gewonnen, in de derby tegen Grazer AK.
In 1998 kroonde Sturm Graz zich voor het eerst tot landskampioen, met liefst negentien punten afstand op de vicekampioen Rapid Wien. Een jaar later wist de club zowel het landskampioenschap als het bekertoernooi te winnen. Beide landstitels werden gevolgd door het winnen van de supercup. Door de landstitels mocht Sturm Graz deelnemen aan de UEFA Champions League. Beide keren kwalificeerde de club zich voor de groepsfase. In 1998 eindigde Sturm Graz als laatste in een groep met Internazionale, Real Madrid en Spartak Moskou. In 1999 wist het zeges te boeken op Olympique Marseille en Dinamo Zagreb, maar eindigde het als derde in een groep met Manchester United. In 2000 nam Sturm Graz wederom deel aan de Champions League. In de kwalificatierondes werden Hapoel Tel Aviv en Feyenoord verslagen en in de eerste groepsfase eindigde Sturm Graz bovenaan een groep met Galatasaray SK, Rangers Glasgow en AS Monaco. In de tweede groepsfase werd er twee keer gewonnen van Panathinaikos FC, maar eindigde het achter Valencia CF en Manchester United.

### 2001–2009: faillissementsaanvraag en herstel
Na een teleurstellend competitieseizoen in 2001, werd in het seizoen 2001/02 wederom de tweede plaats behaald. In de kwalificatierondes van de Champions League verliest Sturm Graz echter van Maccabi Haifa en in het seizoen 2003/04 streed Sturm Graz tegen degradatie, dat voorkomen werd door drie punten boven FC Kärnten te eindigen. In 2006 kreeg Sturm Graz te maken met financiële problemen. Franco Foda keerde terug als hoofdtrainer na een eerdere kortstondige periode als hoofdtrainer van de club in 2003 en hij moest veel gebruik maken van jeugdspelers. In oktober 2006 deed Sturm Graz een faillissementsaanvraag. Nadat Hannes Kartnig als president vervangen werd door Hans Fedl en Raiffeisen, Grazer Wechselseitige en Styria Media Group investeringen deden, overleefde Sturm Graz de financiële situatie. Ondanks de dertien punten die de club in mindering kreeg, eindigde de club als zevende in het seizoen 2006/07. Een jaar later werd de vierde plaats in de competitie bereikt, mede dankzij talenten als Sebastian Prödl. Een jaar later, bij de viering van het honderdjarige jubileum, werd wederom de vierde plaats gehaald.

### 2009–heden: Nieuwe successen
In 2009 overleefde Sturm Graz vier kwalificatierondes om de groepsfase van de Europa League te bereiken. In 2010 wist de club het bekertoernooi te winnen door in de finale Magna Wiener Neustadt te verslaan, dankzij een treffer van Klemen Lavrič. Een jaar later won Sturm Graz voor een derde keer het landskampioenschap, met drie punten voorsprong op Red Bull Salzburg. In de Champions League werden kwalificatierondes tegen Videoton FC en FC Zestafoni overleefd, maar bleek BATE Borisov te sterk. In de Europa League eindigde de club vervolgens onderaan in een groep met RSC Anderlecht, Lokomotiv Moskou en AEK Athene. In de competitie moest Sturm Graz het doen met een vijfde plek. In 2017 lukte het Sturm Graz voor het eerst sinds de landstitel in 2011 om in de top 3 van de competitie te eindigen en in 2018 wist de club de beker te winnen door in de finale Red Bull Salzburg te verslaan, dankzij een doelpunt van Stefan Hierländer in de blessuretijd.
In 2018 verloor Sturm Graz in de tweede kwalificatieronde van de UEFA Champions League van AFC Ajax. Doordat de club in 2021 een kwalificatieronde tegen NŠ Mura wist te overleven, speelde Sturm Graz in 2021 voor het eerst sinds  in de groepsfase van een Europees toernooi. In de Europa League werd er gelijkgespeeld tegen Real Sociedad en AS Monaco en eindigde het als laatste in een groep met ook PSV. In 2022 verloor het van Dynamo Kiev in de derde kwalificatieronde van de UEFA Champions League en nam het vervolgens wederom deel aan de groepsfase van de Europa League, met ditmaal SS Lazio, Feyenoord en FC Midtjylland als tegenstanders.

## Erelijst
- UEFA Intertoto Cup (1x)

2008 (1 van 11)
- Bundesliga (5x)

1998, 1999, 2011, 2024, 2025
- ÖFB-Cup (7x)

1996, 1997, 1999, 2010, 2018, 2023, 2024
- ÖFB-Supercup (3x)

1996, 1998, 1999
- Österreichische Amateurstaatsmeisterschaft (1x)

1934
- Meisterschaft des Deutsch-Alpenländischen Fußballverbandes (3x)

1913, 1914, 1919
- Steirischer Meisterschaft (11x)

1921, 1923, 1925, 1934, 1936, 1937, 1941, 1946, 1947, 1948, 1949
- Steirischer Cup (9x)

1932, 1933, 1936, 1937, 1938, 1946, 1947, 1948, 1949

## Derby met Grazer AK
|               | Wedstrijden | Winst | Gelijk | Verlies | doelpunten |           |
| ------------- | ----------- | ----- | ------ | ------- | ---------- | --------- |
| SK Sturm Graz | 130         | 42    | 42     | 46      | >167 - 172 | Grazer AK |

## Overzichtslijsten

### Eindklasseringen vanaf 1950
- 1950 10e
Bundesliga
- 1951 7e
Bundesliga
- 1952 8e
Bundesliga
- 1953 9e
Bundesliga
- 1954 13e
Bundesliga
- 1955 1e
2. Liga
- 1956 10e
Bundesliga
- 1957 12e
Bundesliga
- 1958 13e
Bundesliga
- 1959 4e
2. Liga
- 1960 5e
2. Liga
- 1961 2e
2. Liga
- 1962 6e
2. Liga
- 1963 2e
2. Liga
- 1964 1e
2. Liga
- 1965 12e
Bundesliga
- 1966 1e
2. Liga
- 1967 11e
Bundesliga
- 1968 7e
Bundesliga
- 1969 5e
Bundesliga
- 1970 3e
Bundesliga
- 1971 12e
Bundesliga
- 1972 7e
Bundesliga
- 1973 14e
Bundesliga
- 1974 5e
Bundesliga
- 1975 5e
Bundesliga
- 1976 8e
Bundesliga
- 1977 9e
Bundesliga
- 1978 4e
Bundesliga
- 1979 4e
Bundesliga
- 1980 9e
Bundesliga
- 1981 2e
Bundesliga
- 1982 6e
Bundesliga
- 1983 4e
Bundesliga
- 1984 5e
Bundesliga
- 1985 6e
Bundesliga
- 1986 5e
Bundesliga
- 1987 7e
Bundesliga
- 1988 3e
Bundesliga
- 1989 11e
Bundesliga
- 1990 5e
Bundesliga
- 1991 3e
Bundesliga
- 1992 9e
Bundesliga
- 1993 12e
Bundesliga
- 1994 7e
Bundesliga
- 1995 2e
Bundesliga
- 1996 2e
Bundesliga
- 1997 3e
Bundesliga
- 1998 1e
Bundesliga
- 1999 1e
Bundesliga
- 2000 2e
Bundesliga
- 2001 4e
Bundesliga
- 2002 2e
Bundesliga
- 2003 6e
Bundesliga
- 2004 9e
Bundesliga
- 2005 7e
Bundesliga
- 2006 8e
Bundesliga
- 2007 7e
Bundesliga
- 2008 4e
Bundesliga
- 2009 4e
Bundesliga
- 2010 4e
Bundesliga
- 2011 1e
Bundesliga
- 2012 5e
Bundesliga
- 2013 4e
Bundesliga
- 2014 5e
Bundesliga
- 2015 4e
Bundesliga
- 2016 5e
Bundesliga
- 2017 3e
Bundesliga
- 2018 2e
Bundesliga
- 2019 5e
Bundesliga
- 2020 6e
Bundesliga
- 2021 3e
Bundesliga
- 2022 2e
Bundesliga
- 2023 2e
Bundesliga
- 2024 1e
Bundesliga
- 2025 1e
Bundesliga

- Bundesliga
- 2. Liga

### Seizoensresultaten vanaf 1995
| Seizoen   | № | Clubs | Divisie    | Duels | Winst | Gelijk | Verlies | Doelsaldo | Punten | Tsch   |
| --------- | - | ----- | ---------- | ----- | ----- | ------ | ------- | --------- | ------ | ------ |
| 1994–1995 | 2 | 10    | Bundesliga | 36    | 18    | 11     | 7       | 58–41     | 47     | 7.417  |
| 1995–1996 | 2 | 10    | Bundesliga | 36    | 20    | 7      | 9       | 61–35     | 67     | 8.031  |
| 1996–1997 | 3 | 10    | Bundesliga | 36    | 14    | 13     | 9       | 50–31     | 55     | 6.639  |
| 1997–1998 |   | 10    | Bundesliga | 36    | 24    | 9      | 3       | 80–28     | 81     | 14.272 |
| 1998–1999 |   | 10    | Bundesliga | 36    | 23    | 4      | 9       | 72–32     | 73     | 10.972 |
| 1999–2000 | 2 | 10    | Bundesliga | 36    | 22    | 8      | 6       | 77–32     | 74     | 11.123 |
| 2000–2001 | 4 | 10    | Bundesliga | 36    | 16    | 7      | 13      | 58–44     | 55     | 10.831 |
| 2001–2002 | 2 | 10    | Bundesliga | 36    | 18    | 11     | 7       | 68–42     | 65     | 10.057 |
| 2002–2003 | 6 | 10    | Bundesliga | 36    | 14    | 5      | 17      | 50–62     | 47     | 7.374  |
| 2003–2004 | 9 | 10    | Bundesliga | 36    | 8     | 11     | 17      | 39–52     | 35     | 7.836  |
| 2004–2005 | 7 | 10    | Bundesliga | 36    | 10    | 10     | 16      | 37–47     | 40     | 6.739  |
| 2005–2006 | 8 | 10    | Bundesliga | 36    | 10    | 12     | 14      | 44–51     | 42     | 8.330  |
| 2006–2007 | 7 | 10    | Bundesliga | 36    | 16    | 6      | 14      | 40–40     | 41     | 9.546  |
| 2007–2008 | 4 | 10    | Bundesliga | 36    | 15    | 11     | 10      | 60–41     | 56     | 12.015 |
| 2008–2009 | 4 | 10    | Bundesliga | 36    | 17    | 9      | 10      | 68–45     | 60     | 12.830 |
| 2009–2010 | 4 | 10    | Bundesliga | 36    | 16    | 10     | 10      | 50–36     | 58     | 11.726 |
| 2010–2011 |   | 10    | Bundesliga | 36    | 19    | 9      | 8       | 66–33     | 66     | 11.811 |
| 2011–2012 | 5 | 10    | Bundesliga | 36    | 12    | 15     | 9       | 47–41     | 51     | 10.827 |
| 2012–2013 | 4 | 10    | Bundesliga | 36    | 13    | 9      | 14      | 47–56     | 48     | 10.682 |
| 2013–2014 | 5 | 10    | Bundesliga | 36    | 13    | 9      | 14      | 55–55     | 48     | 7.530  |
| 2014–2015 | 4 | 10    | Bundesliga | 36    | 16    | 10     | 10      | 57–41     | 58     | 10.132 |
| 2015–2016 | 5 | 10    | Bundesliga | 36    | 12    | 12     | 12      | 40–40     | 48     | 8.495  |
| 2016–2017 | 3 | 10    | Bundesliga | 36    | 19    | 3      | 14      | 55–39     | 60     | 10.574 |
| 2017–2018 | 2 | 10    | Bundesliga | 36    | 22    | 4      | 10      | 68–45     | 70     | 10.256 |
| 2018–2019 | 5 | 12    | Bundesliga | 32    | 10    | 10     | 12      | 37–40     | 24     | 11.238 |
| 2019–2020 | 6 | 12    | Bundesliga | 32    | 10    | 5      | 17      | 46–60     | 19     | 10.365 |
| 2020–2021 | 4 | 12    | Bundesliga | 32    | 16    | 8      | 8       | 52-34     | 36     |        |
| 2021–2022 | 2 | 12    | Bundesliga | 32    | 16    | 8      | 8       | 62-46     | 36     |        |
| 2022–2023 | 2 | 12    | Bundesliga | 32    | 20    | 6      | 6       | 57-29     | 42     |        |

- Vanaf het seizoen 2018/2019 worden na de reguliere competitie (22 speelrondes) play-offs afgewerkt, waarbij de punten worden gehalveerd. In de tabel staat het puntenaantal rekening houdend met de puntenhalvering. De winnaar van de kwalificatiegroep (plaats 7 t/m 12) kan meer punten vergaard hebben dan de nummer laatst uit de kampioensgroep (plaats 1 t/m 6).

### Sturm Graz in Europa
SK Sturm Graz speelt sinds 1969 in diverse Europese competities. Hieronder staan de competities en in welke seizoenen de club deelnam:
- Champions League (10x)

1998/99, 1999/00, 2000/01, 2002/03, 2011/12, 2018/19, 2022/23, 2023/24, 2024/25, 2025/26
- Europa League (11x)

2009/10, 2010/11, 2011/12, 2013/14, 2015/16, 2017/18, 2018/19, 2019/20, 2021/22, 2022/23, 2023/24
- Conference League (1x)

2023/24
- Europacup II (3x)

1975/76, 1996/97, 1997/98
- UEFA Cup (10x)

1974/75, 1978/79, 1981/82, 1983/84, 1988/89, 1991/92, 1995/96, 1999/00, 2002/03, 2008/09
- Intertoto Cup (3x)

2001, 2005, 2008
- Jaarbeursstedenbeker (1x)

1970/71
- Mitropacup (1x)

1969

## Bekende (oud-)spelers
De navolgende voetballers kwamen als speler van SK Sturm Graz uit voor een vertegenwoordigend Europees A-elftal. Tot op heden is Darko Milanič degene met de meeste interlands achter zijn naam. Hij kwam als speler van SK Sturm Graz in totaal 41 keer uit voor het Sloveense nationale elftal.
| Naam                  | Van        | Tot        | Totaal | Nationaal elftal      |
| --------------------- | ---------- | ---------- | ------ | --------------------- |
| Johannes Ertl         | 16.08.2006 | 06.09.2006 | 2      | Oostenrijk            |
| Mitja Mörec           | 06.06.2007 | 06.06.2007 | 1      | Slovenië              |
| Giorgi Shashiashvili  | 13.10.2007 | 06.06.2009 | 10     | Georgië               |
| Gordon Schildenfeld   | 14.11.2009 | 17.11.2010 | 7      | Kroatië               |
| György Korsós         | 18.08.1999 | 05.09.2001 | 19     | Hongarije             |
| Helmut Senekowitsch   | 25.09.1957 | 15.06.1958 | 7      | Oostenrijk            |
| Mario Haas            | 27.03.1996 | 30.05.2007 | 38     | Oostenrijk            |
| Kjeld Seneca          | 03.06.1974 | 25.09.1974 | 4      | Denemarken            |
| Arnold Wetl           | 17.04.1991 | 29.05.1996 | 7      | Oostenrijk            |
| Heribert Weber        | 28.04.1976 | 11.06.1978 | 10     | Oostenrijk            |
| Otto Konrad           | 31.05.1989 | 09.10.1991 | 6      | Oostenrijk            |
| Markus Schopp         | 16.08.1995 | 28.03.2001 | 24     | Oostenrijk            |
| Robert Ibertsberger   | 25.04.2001 | 25.04.2001 | 1      | Oostenrijk            |
| Sebastian Prödl       | 30.05.2007 | 12.06.2008 | 12     | Oostenrijk            |
| Gilbert Prilasnig     | 20.08.1997 | 25.04.2001 | 12     | Oostenrijk            |
| Walter Kogler         | 04.09.1991 | 13.11.1991 | 4      | Oostenrijk            |
| Tomica Kocijan        | 01.09.2000 | 28.02.2001 | 3      | Oostenrijk            |
| Ivica Vastić          | 27.03.1996 | 17.04.2002 | 39     | Oostenrijk            |
| Jürgen Säumel         | 17.08.2005 | 29.02.2012 | 15     | Oostenrijk            |
| Günther Neukirchner   | 19.08.1998 | 15.08.2001 | 14     | Oostenrijk            |
| Giorgi Popkhadze      | 24.05.2012 | 24.05.2012 | 1      | Georgië               |
| Manuel Weber          | 07.06.2011 | 07.06.2011 | 1      | Oostenrijk            |
| Heinz Thonhofer       | 16.11.1983 | 16.11.1983 | 1      | Oostenrijk            |
| Roman Kienast         | 07.06.2011 | 07.06.2011 | 1      | Oostenrijk            |
| Klaus Salmutter       | 15.11.2006 | 11.09.2007 | 4      | Oostenrijk            |
| Thomas Mandl          | 31.03.2004 | 25.05.2004 | 3      | Oostenrijk            |
| László Szokolai       | 07.09.1983 | 03.04.1985 | 4      | Hongarije             |
| Wilhelm Huberts       | 08.04.1970 | 29.04.1970 | 3      | Oostenrijk            |
| Roman Mählich         | 18.03.1997 | 18.05.2002 | 19     | Oostenrijk            |
| Ronald Gërçaliu       | 17.08.2005 | 12.10.2005 | 3      | Oostenrijk            |
| Ilia Kandelaki        | 19.11.2008 | 25.05.2010 | 2      | Georgië               |
| Gerald Strafner       | 27.10.2001 | 14.11.2001 | 3      | Oostenrijk            |
| Heinz Russ            | 22.09.1968 | 10.11.1968 | 2      | Oostenrijk            |
| Robert Kaiser         | 05.11.1969 | 05.11.1969 | 1      | Oostenrijk            |
| Samir Muratović       | 06.09.2008 | 29.05.2010 | 15     | Bosnië en Herzegovina |
| Andy Pichler          | 15.12.1976 | 07.05.1985 | 11     | Oostenrijk            |
| Walter Hörmann        | 02.05.1984 | 19.08.1992 | 8      | Oostenrijk            |
| Gernot Jurtin         | 13.06.1979 | 05.10.1983 | 12     | Oostenrijk            |
| Manfred Steiner       | 24.09.1975 | 19.11.1975 | 2      | Oostenrijk            |
| Davit Mujiri          | 12.02.2003 | 16.11.2005 | 10     | Georgië               |
| Christian Gratzei     | 14.10.2009 | 05.06.2012 | 10     | Oostenrijk            |
| Jakob Jantscher       | 06.06.2009 | 18.11.2009 | 6      | Oostenrijk            |
| Imre Szabics          | 30.04.2003 | 06.09.2013 | 18     | Hongarije             |
| Daniel Beichler       | 01.04.2009 | 03.03.2010 | 5      | Oostenrijk            |
| Rubin Okotie          | 15.08.2012 | 15.08.2012 | 1      | Oostenrijk            |
| Mario Kienzl          | 11.02.2009 | 11.02.2009 | 1      | Oostenrijk            |
| Marko Stanković       | 19.11.2008 | 19.11.2008 | 1      | Oostenrijk            |
| Andreas Hölzl         | 11.10.2008 | 11.08.2010 | 10     | Oostenrijk            |
| Kazimierz Sidorczuk   | 27.05.1998 | 31.03.1999 | 8      | Polen                 |
| Aleksandar Todorovski | 26.05.2014 | 30.05.2014 | 2      | Macedonië             |
| Darko Milanič         | 13.10.1993 | 18.06.2000 | 41     | Slovenië              |
| Günther Paulitsch     | 11.10.1964 | 11.10.1964 | 1      | Oostenrijk            |
| Hannes Reinmayr       | 11.10.1997 | 27.03.1999 | 11     | Oostenrijk            |
| Christoph Leitgeb     | 23.05.2006 | 02.06.2007 | 11     | Oostenrijk            |
| Robert Berić          | 19.11.2013 | 19.11.2013 | 1      | Slovenië              |
| Anel Hadžić           | 05.03.2014 | 13.10.2014 | 5      | Bosnië en Herzegovina |

## Trainers
| Trainer-coaches van SK Sturm Graz | Trainer-coaches van SK Sturm Graz | Trainer-coaches van SK Sturm Graz | Trainer-coaches van SK Sturm Graz | Trainer-coaches van SK Sturm Graz | Trainer-coaches van SK Sturm Graz | Trainer-coaches van SK Sturm Graz | Trainer-coaches van SK Sturm Graz | Trainer-coaches van SK Sturm Graz |
| Naam                              | Geboren                           | Aangesteld                        | Opgestapt                         | Wed.                              | W                                 | G                                 | V                                 | Gem.                              |
| --------------------------------- | --------------------------------- | --------------------------------- | --------------------------------- | --------------------------------- | --------------------------------- | --------------------------------- | --------------------------------- | --------------------------------- |
| Heiko Vogel                       | 21.11.1975                        | 01.01.2018                        |                                   |                                   |                                   |                                   |                                   |                                   |
| Franco Foda                       | 23.04.1966                        | 30.09.2014                        | 31.12.2017                        | 89                                | 40                                | 23                                | 26                                | 1,61                              |
| Günther Neukirchner               | 02.12.1971                        | 21.09.2014                        | 29.09.2014                        | 2                                 | 1                                 | 1                                 | 0                                 | 2,00                              |
| Darko Milanič                     | 18.12.1967                        | 04.06.2013                        | 21.09.2014                        | 53                                | 21                                | 12                                | 20                                | 1,42                              |
| Markus Schopp                     | 22.02.1974                        | 22.04.2013                        | 03.06.2013                        | 6                                 | 1                                 | 0                                 | 5                                 | 0,50                              |
| Peter Hyballa                     | 05.12.1975                        | 14.05.2012                        | 22.04.2013                        | 33                                | 14                                | 9                                 | 10                                | 1,55                              |
| Thomas Kristl                     | 18.04.1963                        | 12.04.2012                        | 31.05.2012                        | 7                                 | 2                                 | 4                                 | 1                                 | 1,43                              |
| Franco Foda                       | 23.04.1966                        | 01.07.2006                        | 12.04.2012                        | 262                               | 119                               | 66                                | 77                                | 1,61                              |
| Michael Petrovic                  | 18.10.1957                        | 01.09.2003                        | 31.05.2006                        | 115                               | 35                                | 34                                | 46                                | 1,21                              |
| Gilbert Gress                     | 17.12.1941                        | 01.07.2003                        | 31.08.2003                        | 8                                 | 2                                 | 1                                 | 5                                 | 0,88                              |
| Franco Foda                       | 23.04.1966                        | 14.09.2002                        | 31.05.2003                        | 34                                | 15                                | 4                                 | 15                                | 1,44                              |
| Ivica Osim                        | 06.05.1941                        | 01.06.1994                        | 14.09.2002                        | 376                               | 203                               | 80                                | 93                                | 1,83                              |
| Milan Djuričić                    | 03.08.1945                        | 01.07.1993                        | 30.06.1994                        | 36                                | 12                                | 9                                 | 15                                | 1,25                              |
| Ladislav Jurkemik                 | 20.07.1953                        | 01.11.1992                        | 30.06.1993                        | 10                                | 3                                 | 3                                 | 4                                 | 1,20                              |
| Robert Pflug                      | 14.06.1945                        | 01.11.1991                        | 01.10.1992                        | 17                                | 4                                 | 4                                 | 9                                 | 0,94                              |
| August Starek                     | 16.02.1945                        | 01.07.1989                        | 01.11.1991                        | 91                                | 33                                | 28                                | 30                                | 1,40                              |
| Otto Barić                        | 19.06.1932                        | 01.11.1988                        | 30.06.1989                        | 5                                 | 0                                 | 1                                 | 4                                 | 0,20                              |
| Manfred Steiner                   | 03.01.1950                        | 24.09.1988                        | 31.10.1988                        | 5                                 | 2                                 | 2                                 | 1                                 | 1,60                              |
| Walter Ludescher                  | 05.10.1942                        | 01.07.1986                        | 24.09.1988                        | 88                                | 28                                | 24                                | 36                                | 1,23                              |
| Franz Mikscha                     | 13.06.1935                        | 13.10.1985                        | 30.06.1986                        | 23                                | 7                                 | 8                                 | 8                                 | 1,26                              |
| Ivan Marković                     | 06.11.1928                        | 01.07.1985                        | 12.10.1985                        | 13                                | 3                                 | 8                                 | 2                                 | 1,31                              |
| Hermann Stessl                    | 03.09.1940                        | 24.09.1984                        | 30.06.1985                        | 25                                | 12                                | 4                                 | 9                                 | 1,60                              |
| Robert Pflug                      | 14.06.1945                        | 10.04.1984                        | 23.09.1984                        | 14                                | 3                                 | 6                                 | 5                                 | 1,07                              |
| Gernot Fraydl                     | 10.12.1939                        | 01.07.1982                        | 09.04.1984                        | 58                                | 30                                | 13                                | 15                                | 1,78                              |
| Otto Barić                        | 19.06.1932                        | 01.07.1980                        | 30.06.1982                        | 76                                | 32                                | 17                                | 27                                | 1,49                              |
| Karl Schlechta                    | 28.01.1922                        | 10.11.1972                        | 30.06.1977                        | 132                               | 41                                | 32                                | 59                                | 1,17                              |
| Gerd Springer                     | 06.02.1927                        | 31.10.1967                        | 01.05.1970                        | 4                                 | 0                                 | 2                                 | 2                                 | 0,50                              |
| Karl Kowanz                       | 15.04.1926                        | 01.07.1967                        | 01.09.1967                        | ??                                | 0                                 | 0                                 | 0                                 | 0                                 |
| Franz Fuchs                       | 25.11.1915                        | 01.07.1966                        | 01.05.1967                        | 6                                 | 1                                 | 1                                 | 4                                 | 0,67                              |
| Karl Adamek                       | 23.07.1911                        | 01.01.1965                        | 30.06.1966                        | ??                                | 0                                 | 0                                 | 0                                 | 0                                 |
| Rudolf Strittich                  | 03.03.1922                        | 01.07.1955                        | 31.12.1955                        | ??                                | 0                                 | 0                                 | 0                                 | 0                                 |
| Karl Decker                       | 05.09.1921                        | 01.07.1952                        | 30.06.1954                        | ??                                | 0                                 | 0                                 | 0                                 | 0                                 |